# Lukas Papadimos
Lukas Dimitrios Papadimos (gr. Λουκάς Δημήτριος Παπαδήμος; ur. 11 października 1947 w Atenach) – grecki ekonomista i nauczyciel akademicki. Prezes Banku Grecji w latach 1994–2002 oraz wiceprezes Europejskiego Banku Centralnego od 2002 do 2010. Premier Grecji w latach 2011–2012.

## Życiorys
W 1970 ukończył fizykę na Massachusetts Institute of Technology, a w 1972 uzyskał tam magisterium z zakresu elektrotechniki. W 1978 obronił doktorat w dziedzinie ekonomii. W latach 1975–1984 wykładał ekonomię na Columbia University, a następnie od 1988 do 1993 na Uniwersytecie Narodowym im. Kapodistriasa w Atenach. W 1980 pracował w Banku Rezerw Federalnych w Bostonie. W 1985 rozpoczął pracę w Banku Grecji (greckim banku centralnym), najpierw jako główny ekonomista, od 1993 jako wiceprezes, a od 1994 do 2002 jako prezes. W okresie tym doszło w Grecji do znacznego obniżenia inflacji. Nadzorował w tym czasie również proces przystępowania Grecji do strefy euro.
W 2002 został mianowany wiceprezesem Europejskiego Banku Centralnego. Stanowisko zajmował do 2010 w czasie prezesury Jeana-Claude’a Tricheta. W latach 2010–2011 pełnił funkcję doradcy ekonomicznego premiera Jorgosa Papandreu. W tym czasie uczestniczył w negocjacjach dotyczących przyznania Grecji kolejnych pakietów pomocy finansowej przez Komisję Europejską, Europejski Bank Centralny oraz Międzynarodowy Fundusz Walutowy w celu uniknięcia przez ten kraj bankructwa.
Od 2006 członek Akademii Ateńskiej, greckiej akademii nauk. Został w międzyczasie profesorem Uniwersytetu Narodowego im. Kapodistriasa w Atenach oraz Uniwersytetu Harvarda w Stanach Zjednoczonych. Autor artykułów naukowych z zakresu makroekonomii i finansów.
Na początku listopada 2011, po ogłoszeniu przez premiera Jorgosa Papandreu planu organizacji referendum w sprawie akceptacji zagranicznej pomocy finansowej i krytyce tego pomysłu ze strony opozycji, część rządu i krajów strefy euro, został jednym z kandydatów na nowego premiera. W wyniku porozumienia urzędującego premiera z liderem opozycji Andonisem Samarasem stanął na czele tymczasowego rządu jedności narodowej, który sprawować miał władzę do czasu organizacji przedterminowych wyborów parlamentarnych planowanych początkowo na luty 2012. 10 listopada 2011, po złożeniu dymisji przez Jorgosa Papandreu, prezydent Karolos Papulias desygnował go na stanowisko premiera. 11 listopada 2011 Lukas Papadimos wraz ze swoim gabinetem został uroczyście zaprzysiężony. W skład rządu weszli przedstawiciele PASOK-u, Nowej Demokracji i partii LAOS.
Rząd Lukasa Papadimosa funkcjonował do czasu wyborów parlamentarnych, które ostateczne odbyły się 6 maja 2012. W ich wyniku Nowa Demokracja i PASOK zmniejszyły swoją reprezentację w parlamencie. Liderzy trzech największych partii politycznych nie zdołali wówczas sformować w trzech próbach nowej koalicji, w związku z czym 16 maja 2012 prezydent rozpisał na 17 czerwca 2012 kolejne wybory, a na stanowisko premiera tymczasowego rządu mianował Panajotisa Pikramenosa. Nowy rząd został oficjalnie powołany 17 maja 2012.